# Pope-Vannoy Landing
Pope-Vannoy Landing és una concentració de població designada pel cens dels Estats Units a l'estat d'Alaska. Segons el cens del 2000 tenia 8 habitants.

## Demografia
Segons el cens del 2000, Pope-Vannoy Landing tenia vuit habitants, 5 habitatges, i 2 famílies La densitat de població era de 0,1 habitants/km².
Dels 5 habitatges en un 20% hi vivien nens de menys de 18 anys, en un 20% hi vivien parelles casades, en un 0% dones solteres, i en un 60% no eren unitats familiars. En el 60% dels habitatges hi vivien persones soles el 20% de les quals corresponia a persones de 65 anys o més que vivien soles. El nombre mitjà de persones vivint en cada habitatge era d'1,6 i el nombre mitjà de persones que vivien en cada família era de 2,5.
Per edats la població es repartia de la següent manera: un 12,5% tenia menys de 18 anys, un 12,5% entre 18 i 24, un 25% entre 25 i 44, un 37,5% de 45 a 60 i un 12,5% 65 anys o més.
L'edat mediana era de 45 anys. Per cada 100 dones hi havia 300 homes. Per cada 100 dones de 18 o més anys hi havia 250 homes.
La renda mediana per habitatge era de 4.583 $ i la renda mediana per família de 3.750 $. Els homes tenien una renda mediana de 0 $ mentre que les dones 0 $. La renda per capita de la població era de 4.325 $. Aproximadament el 75% de les famílies i el 75% de la població estaven per davall del llindar de pobresa.

## Poblacions més properes
El següent diagrama mostra les poblacions més properes.